# Шейна Джек
Шейна Джек (англ. Shayna Jack, 6 листопада 1998) — австралійська плавчиня.
Призерка Чемпіонату світу з водних видів спорту 2017 року.
Переможниця Пантихоокеанського чемпіонату з плавання 2018 року.
Переможниця Ігор Співдружності 2018 року.